# Tres colors: Blau
Tres colors: Blau (títol original en francès: Trois Couleurs: Bleu) és una pel·lícula franco-polonesa-suïssa de Krzysztof Kieślowski estrenada el 1993 i doblada al català. Sol·licitada per Steven Spielberg per a Parc Juràssic, Juliette Binoche va preferir rodar amb Krzysztof Kieslowski a Tres Colors: Blau. El text del Concert per a la unificació d'Europa, verdader himne a l'amor, són extretes de l'Epístola de sant Pau als corintis.

## Argument
La trilogia Tres Colors explora de manera successiva els tres termes de la divisa de França: «llibertat, igualtat, fraternitat». La primera pel·lícula de la trilogia (blau) té per tema la llibertat.
| «                       | «Blau és la llibertat, la història del preu que paguem per ella. Fins a quin punt som veritablement lliures?» | » |
| — (Krzysztof Kielowski) | |   |

En un accident de trànsit, la Julie perd el seu marit, en Patrice, un gran compositor, i la seva filla, Anne. Julie comença una nova vida allunyada de tot el que tenia abans. Una periodista sospita que Julie és l'autora de l'obra del seu marit, encara que ella ho nega. L'Olivier, l'ajudant d'en Patrice, que està enamorat de Julie, per fer-la sortir del seu aïllament li demana que l'ajudi a finalitzar el que el compositor va deixar inacabat.
Krzsysztof Kieslowski va encetar amb aquest colpidor drama sobre la seva particular trilogia sobre l'Europa contemporània, ple d'imatges poderoses i farcida de simbolismes, el cineasta polonès es va servir de la portentosa i mesurada interpretació de Juliette Binoche per confeccionar una de les més belles i commovedores pel·lícules de la dècada dels noranta.

## Repartiment
- Juliette Binoche: Julie Vignon-de Courcy
- Benoît Régent: Olivier Benoit
- Florence Pernel: Sandrine
- Charlotte Véry: Lucille
- Emmanuelle Riva: Madame Vignon (la mare de Julie)
- Hélène Vincent: La periodista
- Philippe Volter: L'agent immobiliari
- Claude Duneton: El metge
- Hugues Quester: Patrice de Courcy (Marit de Julie)
- Julie Gayet – No surt als crèdits (advocada a la sala dels passos perduts del palau de justícia)
- participació de Julie Delpy, Zbigniew Zamachowski, Alain Decaux

## Premis i nominacions
Premis
- 1993 Festival Internacional de Cinema de Venècia: Lleó d'Or, premi d'interpretació femenina (Juliette Binoche), millor fotografia (Sławomir Idziak)
- 1993 Los Angeles Film Critics Association Awards: millor música (Zbigniew Preisner
- 1994 César a la millor actriu (Juliette Binoche), al millor muntatge (Jacques Witta), al millor so (Jean-Claude Laureux i William Flageollet)
- 1994 Premis Goya: a la millor pel·lícula europea.
- Premi Sant Jordi: millor pel·lícula, millor actriu (Juliette Binoche)

Nominacions
- 1994 :
- César a la millor fotografia (Sławomir Idziak), al millor director (Krzysztof Kieślowski), a la millor pel·lícula, a la millor música (Zbigniew Preisner), al millor guió original o adaptació (Krzysztof Kieślowski, Krzysztof Piesiewicz)
- Globus d'Or a la millor pel·lícula estrangera
- Globus d'Or a la millor actriu dramàtica per Juliette Binoche
- Globus d'Or a la millor banda sonora original per Zbigniew Preisner